# Bueno Brandão
Bueno Brandão is een gemeente in de Braziliaanse deelstaat Minas Gerais. De gemeente telt 11.212 inwoners (schatting 2009).

## Aangrenzende gemeenten
De gemeente grenst aan Bom Repouso, Inconfidentes, Monte Sião, Munhoz, Ouro Fino, Senador Amaral en Socorro (SP).